# Riccardo Calafiori
Riccardo Calafiori, né le 19 mai 2002 à Rome en Italie, est un footballeur international italien qui évolue au poste de défenseur central ou d'arrière gauche à l'Arsenal FC.

## Carrière en club
Calafiori fait ses débuts professionnels avec la Roma le 1er août 2020, lors d'une victoire 3-1 à l'extérieur en Serie A contre la Juventus. Il joue un rôle important dans la victoire de son équipe, remportant un penalty, transformé par son coéquipier Diego Perotti, et étant ensuite tout proche de marquer un but avec une frappe à distance après un corner, qui lui est toutefois refusé, pour une précédente position de hors-jeu.
En 2023, il rejoint Bologne après une saison plutôt réussie du côté du FC Bâle.
Il réalise une très belle année en championnat en 2024 ou Bologne accède à la quatrième place de Série A, il est sélectionné pour jouer l'Euro 2024 en Allemagne.
Le 29 juillet 2024, il rejoint Arsenal, après une saison réussie du côté de Bologne.

## Carrière en sélection
Calafiori fait ses débuts avec l'équipe d'Italie espoirs le 3 septembre 2021, lors d'un match à domicile contre le Luxembourg, comptant pour les éliminatoires du Championnat d'Europe.
Il est convoqué pour la première fois en équipe nationale en mai 2024, il fait alors partie de la liste des 30 pré-convoqués pour disputer l'Euro 2024.
Il fait ses débuts le 4 juin 2024 lors du match amical de préparation face à la Turquie en remplaçant Federico Dimarco à la 85e minute. Luciano Spaletti le confirme parmi les 26 joueurs de la liste défintive .
Il est retenu dans la liste des 26 joueurs italiens du sélectionneur Luciano Spalletti pour participer à l'Euro 2024.

## Statistiques
| Saison                | Club                  | Championnat           | Championnat | Championnat | Championnat | Coupe nationale | Coupe nationale | Coupe nationale | Coupe de la Ligue | Coupe de la Ligue | Coupe de la Ligue | Compétition(s) continentale(s) | Compétition(s) continentale(s) | Compétition(s) continentale(s) | Compétition(s) continentale(s) | Italie | Italie | Italie | Total | Total | Total |
| Saison                | Club                  | Division              | M.          | B.          | P.d.        | M.              | B.              | P.d.            | M.                | B.                | P.d.              | Comp.                          | M.                             | B.                             | P.d.                           | M.     | B.     | P.d.   | M.    | B.    | P.d.  |
| 2019-2020             | AS Roma               | Serie A               | 1           | 0           | 1           | -               | -               | -               | -                 | -                 | -                 | C3                             | -                              | -                              | -                              | -      | -      | -      | 1     | 0     | 1     |
| 2020-2021             | AS Roma               | Serie A               | 3           | 0           | 0           | -               | -               | -               | -                 | -                 | -                 | C3                             | 5                              | 1                              | 0                              | -      | -      | -      | 8     | 1     | 0     |
| 2021-2022             | AS Roma               | Serie A               | 6           | 0           | 1           | -               | -               | -               | -                 | -                 | -                 | C4                             | 3                              | 0                              | 1                              | -      | -      | -      | 9     | 0     | 2     |
| Sous-total            | Sous-total            | Sous-total            | 12          | 0           | 2           | -               | -               | -               | -                 | -                 | -                 | -                              | 8                              | 1                              | 1                              | -      | -      | -      | 20    | 1     | 3     |
| 2021-2022             | Genoa CFC (prêt)      | Serie A               | 3           | 0           | 0           | -               | -               | -               | -                 | -                 | -                 | -                              | -                              | -                              | -                              | -      | -      | -      | 3     | 0     | 0     |
| 2022-2023             | FC Bâle               | Super League          | 23          | 0           | 1           | 3               | 0               | 1               | -                 | -                 | -                 | C4                             | 8                              | 1                              | 1                              | -      | -      | -      | 34    | 1     | 3     |
| 2023-2024             | FC Bâle               | Super League          | 3           | 0           | 0           | -               | -               | -               | -                 | -                 | -                 | C4                             | 1                              | 0                              | 0                              | -      | -      | -      | 4     | 0     | 0     |
| Sous-total            | Sous-total            | Sous-total            | 26          | 0           | 1           | 3               | 0               | 1               | -                 | -                 | -                 | -                              | 9                              | 1                              | 1                              | -      | -      | -      | 38    | 1     | 3     |
| 2023-2024             | Bologne FC            | Serie A               | 30          | 2           | 5           | 3               | 0               | 0               | -                 | -                 | -                 | -                              | -                              | -                              | -                              | 5      | 0      | 1      | 38    | 2     | 6     |
| 2024-2025             | Arsenal FC            | Premier League        | 19          | 2           | 1           | -               | -               | -               | 2                 | 0                 | 0                 | C1                             | 8                              | 1                              | 1                              | 4      | 0      | 0      | 33    | 3     | 2     |
| 2025-2026             | Arsenal FC            | Premier League        | 1           | 1           | 0           | -               | -               | -               | 0                 | 0                 | 0                 | C1                             | 0                              | 0                              | 0                              | 0      | 0      | 0      | 1     | 1     | 0     |
| Sous-total            | Sous-total            | Sous-total            | 20          | 3           | 1           | 0               | 0               | 0               | 2                 | 0                 | 0                 | -                              | 8                              | 1                              | 1                              | 4      | 0      | 0      | 34    | 4     | 2     |
| Total sur la carrière | Total sur la carrière | Total sur la carrière | 89          | 5           | 9           | 6               | 0               | 1               | 2                 | 0                 | 0                 | -                              | 25                             | 3                              | 3                              | 9      | 0      | 1      | 131   | 8     | 14    |

## Palmarès
| AS Roma (1) :                                      |
| -------------------------------------------------- |
| - Ligue Europa Conférence (1) : - Vainqueur : 2022 |